# William Barthau

a Compétitions nationales et continentales officielles uniquement.

b Matchs officiels uniquement.
William Barthau, né le 30 janvier 1990 à Villeneuve-sur-Lot, est un joueur de rugby à XIII français évoluant au poste de demi de mêlée ou de talonneur. il fait ses débuts en Super League avec les Dragons Catalans à partir de 2010. Considéré comme l'un des meilleurs joueurs du Championnat de France avec l'équipe réserve des Dragons le Saint-Estève XIII catalan, il est régulièrement appelé à disputer des rencontres de Super League avec les Dragons. Il tente ensuite une expérience en Angleterre aux Broncos de Londres durant trois saisons avant de revenir en France à Toulouse. Il devient également membre de l'équipe de France avec laquelle il a disputé la Coupe du monde 2013 et 2017.

## Biographie
Arrivé chez les Dragons en 2008 après des débuts à Saint-Gaudens XIII, William Barthau devient à partir de 2011 la doublure de Scott Dureau aux Dragons Catalans, il évolue une grande partie de l'année dans l'équipe réserve Saint-Estève XIII catalan dans le Championnat de France entre 2008 et 2013.
Malgré peu de titularisations en Super League, il est appelé en équipe de France en 2009 et prend part en 2013 à la Coupe du monde. À cette occasion, il permet à la France de remporter son match contre la Papouasie-Nouvelle-Guinée grâce à un drop pour une victoire 9-8.
William Barthau s'est engagé avec les London Broncos pour 2 saisons (2015-2016).
Il est retenu dans la liste des vingt-quatre joueurs sélectionnés pour disputer la Coupe du monde 2017.

## Palmarès
- Collectif :
  - Vainqueur de la Coupe d'Europe : 2018 (France)

### Détails en sélection
| 1.  | 13 juin 2009     | Angleterre           | 12-66 | Amical         | Remplaçant    | 0  | 0 | 0 | 0 |
| 2.  | 12 juin 2010     | Angleterre           | 6-60  | Amical         | Remplaçant    | 0  | 0 | 0 | 0 |
| 3.  | 16 octobre 2010  | Écosse               | 26-12 | Coupe d'Europe | Arrière       | 0  | 0 | 0 | 0 |
| 4.  | 16 juin 2012     | Pays de Galles       | 28-16 | Amical         | Demi de mêlée | 0  | 0 | 0 | 0 |
| 5.  | 20 octobre 2012  | Pays de Galles       | 20-6  | Amical         | Demi de mêlée | 0  | 0 | 0 | 0 |
| 6.  | 3 novembre 2012  | Angleterre           | 6-44  | Amical         | Demi de mêlée | 0  | 0 | 0 | 0 |
| 7.  | 11 novembre 2012 | Angleterre           | 4-48  | Amical         | Demi de mêlée | 0  | 0 | 0 | 0 |
| 8.  | 27 octobre 2013  | Papouas.-Nlle-Guinée | 9-8   | Coupe du monde | Demi de mêlée | 1  | 0 | 0 | 1 |
| 9.  | 11 novembre 2013 | Samoa                | 6-22  | Coupe du monde | Demi de mêlée | 0  | 0 | 0 | 0 |
| 10. | 16 novembre 2013 | Angleterre           | 6-34  | Coupe du monde | Demi de mêlée | 0  | 0 | 0 | 0 |
| 11. | 18 octobre 2014  | Irlande              | 12-22 | Coupe d'Europe | Demi de mêlée | 0  | 0 | 0 | 0 |
| 12. | 30 octobre 2015  | Pays de Galles       | 6-14  | Amical         | Demi de mêlée | 2  | 0 | 1 | 0 |
| 13. | 7 novembre 2015  | Écosse               | 32-18 | Amical         | Remplaçant    | 0  | 0 | 0 | 0 |
| 14. | 22 octobre 2016  | Angleterre           | 6-40  | Amical         | Demi de mêlée | 0  | 0 | 0 | 0 |
| 15. | 13 octobre 2017  | Jamaïque             | 34-12 | Amical         | Demi de mêlée | 10 | 0 | 5 | 0 |
| 16. | 29 octobre 2017  | Liban                | 18-29 | Coupe du monde | Demi de mêlée | 6  | 0 | 3 | 0 |
| 17. | 17 octobre 2018  | Angleterre           | 6-44  | Amical         | Demi de mêlée | 2  | 0 | 1 | 0 |
| 18. | 3 novembre 2018  | Irlande              | 24-10 | Coupe d'Europe | Remplaçant    | 0  | 0 | 0 | 0 |